# Сапега, Николай Павлович
Никола́й Па́влович Сапе́га (около 1545 — 1 ноября 1599) — государственный деятель Великого княжества Литовского. Маршалок господарский в 1566—1576 годах, воевода минский в 1576—1588, берестейский в 1588 и витебский с 1588.

## Биография
Представитель коденьской линии рода Сапег герба «Лис», второй сын воеводы новогрудского Павла Ивановича Сапеги (ок. 1490—1579) и княжны Елены Семёновны Гольшанской. Учился в Лейпцигском и Кёнигсбергском университетах.
С 1561 года участвовав в Ливонской войне в качестве ротмистра конной хоругви, принимал участие в победной битве на Уле в 1564 году.
Был одним из тех, кто подписал акт Люблинской унии. Кроме Коданя, владел также Гольшанами и множеством имений в Берестейском, Лидском, Ошмянском поветах, на Волыни. Был старостой речицким (в 1570—1573 годах) и оршанским (с 1588 года), державцей суражским и велижским.

## Семья
Был женат дважды. Первый раз женился 24 сентября 1563 года на каширской княжне Анне, дочери старосты луцкого Андрея Михайловича Сангушко (ум. 1565) и Анны Хрептович, брак был бездетным.
После смерти первой жены в 1580 году вновь взяв в жены Анну Вишневецкую (1569-1595), старшую дочь волынского воеводы и старосты луцкого, князя Андрея Ивановича Вишневецкого (ок. 1528—1584) и Евфимии Вержбицкой (1539—1589), от которой имел семерых детей:
- Ян Сапега (ум. 1602)
- Николай Сапега (1581—1644), воевода минский и берестейский, каштелян виленский
- Криштоф Сапега (1590—1637), кравчий и подчаший литовский
- Фредерик Сапега (ум. 1626), подкоморий владимирский
- Александр Казимир Сапега (ум. 1619), подстолий великий литовский
- Гальша Сапега, жена каштеляна новогрудского Самуила Воловича
- Габриэль Сапега

Похоронен в костёле святой Анны в Кодени.